# Hnutí pro Francii
Hnutí pro Francii (francouzsky: Mouvement pour la France, MPF) je francouzská pravicová politická strana, která vzniklá roku 1994. Ideologicky MPF vychází z nacionalismu, euroskepticismu a konzervatismu.
Předsedou strany je Philippe de Villiers, strana je členkou evropské strany Evropa svobody a demokracie.

## Program

### Evropa
1. Obnovení pravidla vnitrostátního práva nad evropským právem.
2. Ukončení jednání o přistoupení Turecka k Evropské unii, a zahájit proces privilegovaného partnerství s Tureckem a dalšími středomořskými zemi.
3. Zanechat členům EU nezávislou zahraniční politiku.
4. Zahájit kontrolu imigrace.
5. Zanechat členským zemím právo veta.
6. Odmítnutí Lisabonské smlouvy a zastavení ratifikačního procesu.

### Vnitřní záležitosti
1. Referendum o znovuobnovení trestu smrti.
2. Zákaz nošení hidžábu na veřejnosti.
3. Zrušení francouzské Rady muslimské víry (CFCM)

## Volební výsledky

### Volby do Národního shromáždění
| Volby | I. kolo     | I. kolo   | II. kolo    | II. kolo  | Počet mandátů |
| Volby | Počet hlasů | Hlasy v % | Počet hlasů | Hlasy v % | Počet mandátů |
| ----- | ----------- | --------- | ----------- | --------- | ------------- |
| 1997  | 606 355     | 2,38%     |             |           | 2             |
| 2002  | 202 831     | 0,80%     | 61 605      | 0,29%     | 1             |
| 2007  | 312 581     | 1,20%     | -           | -         | 2             |

### Prezidentské volby
| Volby | Kandidát             | I. kolo     | I. kolo   | II. kolo    | II. kolo  |
| Volby | Kandidát             | Počet hlasů | Hlasy v % | Počet hlasů | Hlasy v % |
| ----- | -------------------- | ----------- | --------- | ----------- | --------- |
| 1995  | Philippe de Villiers | 1 443 235   | 4,74      | -           | -         |
| 2007  | Philippe de Villiers | 818 407     | 2,23      | -           | -         |

### Evropské volby
| Volební rok | Počet hlasů | Hlasy v % | Počet mandátů |
| ----------- | ----------- | --------- | ------------- |
| 1994        | 2 404 105   | 12,34     | 13            |
| 1999        | 2 304 285   | 13,05     | 6             |
| 2004        | 1 145 839   | 6,67      | 3             |
| 2009        | 826 357     | 4,80      | 1             |